# Муген
Муген — посёлок в Уватском районе Тюменской области в составе Сорового сельского поселения.

## География
Находится в правобережной части района на расстоянии примерно 180 километров на север-северо-восток от районного центра села Уват.

## Климат
Климат с продолжительной и холодной зимой с сильными ветрами и метелями, непродолжительным тёплым летом, короткими переходными весенним и осенним сезонами. Среднемесячные значения изменяются от −22,0…-19,2°С в январе до 16,9…17,6°С в июле; при этом средняя температура зимних месяцев составляет −17,7…-20,6°С, летних —14,6…15,6°С. Среднегодовое количество осадков составляет 559—676 мм, однако сезонное распределение их крайне неравномерно. Основная масса осадков наблюдается в тёплый период года (с апреля по октябрь) при максимуме в июле-августе (77—82 мм). Устойчивый снежный покров образуется в среднем в конце октября, при этом сроки его появления и образования из года в год сильно колеблются в зависимости от характера погоды в предзимний период. Число дней с устойчивым снежным покровом составляет 185—189 дней. Максимальная высота снежного покрова на защищенных участках может принимать значения 98—129 см.

## Население
Постоянное население составляло 462 человека в 2002 году (русские 79 %), 383 человека в 2018 году.

## Инфраструктура
Линейная производственная диспетчерская станция «Муген» Тобольского управления магистральных нефтепроводов, существующая с 1973 г. ООО «Ровиал», заготавливающее древесину и имеющее деревообрабатывающий цех. Обслуживается производство преимущественно вахтовым методом. Имеется школа, спортивный зал, детский сад, столовая-пекарня. Железнодорожный разъезд Манчем.